# Shingo Honda
Shingo Honda (本田 真吾?, Honda Shingo; ...) è un fumettista giapponese.
L'autore è principalmente noto per il manga sportivo Takkyū Dash!! e per la sua più recente opera, Hakaiju, manga horror dal disegno accurato e le atmosfere splatter-gore, unico dei suoi lavori pubblicato in Italia.

## Opere
- Takkyū Dash!! (卓球Dash!!?), 2004-2009, 15 volumi.
- Nōnai kakutō akibashūto (脳内格闘アキバシュート?), 2008-2009, 4 volumi.
- Hakaiju (ハカイジュウ?, Hakaijū), 2010-2017, 21 volumi.
- Kiriko (切子〜キリコ〜?, Kiriko 〜 Kiriko 〜), 1 volume, 2014.
- Kiriko Kill (切子 殺（キリコ キル）?, Kiriko ya (Kiriko kiru)), 1 volume, 2018.
- Saiko kuro (彩子 黒?), 1 volume, 2017-2018.
- Saiko shiro (彩子 白?), 1 volume, 2017-2018.
- Sono otoko, Saiko ni tsuki (その男、SAiKOにつき?), one-shot, giugno 2018.
- Kyoryū senki (巨竜戦記?), 2 volumi, 2019-in corso.